# セオドア・ルーズベルト元大統領暗殺未遂事件

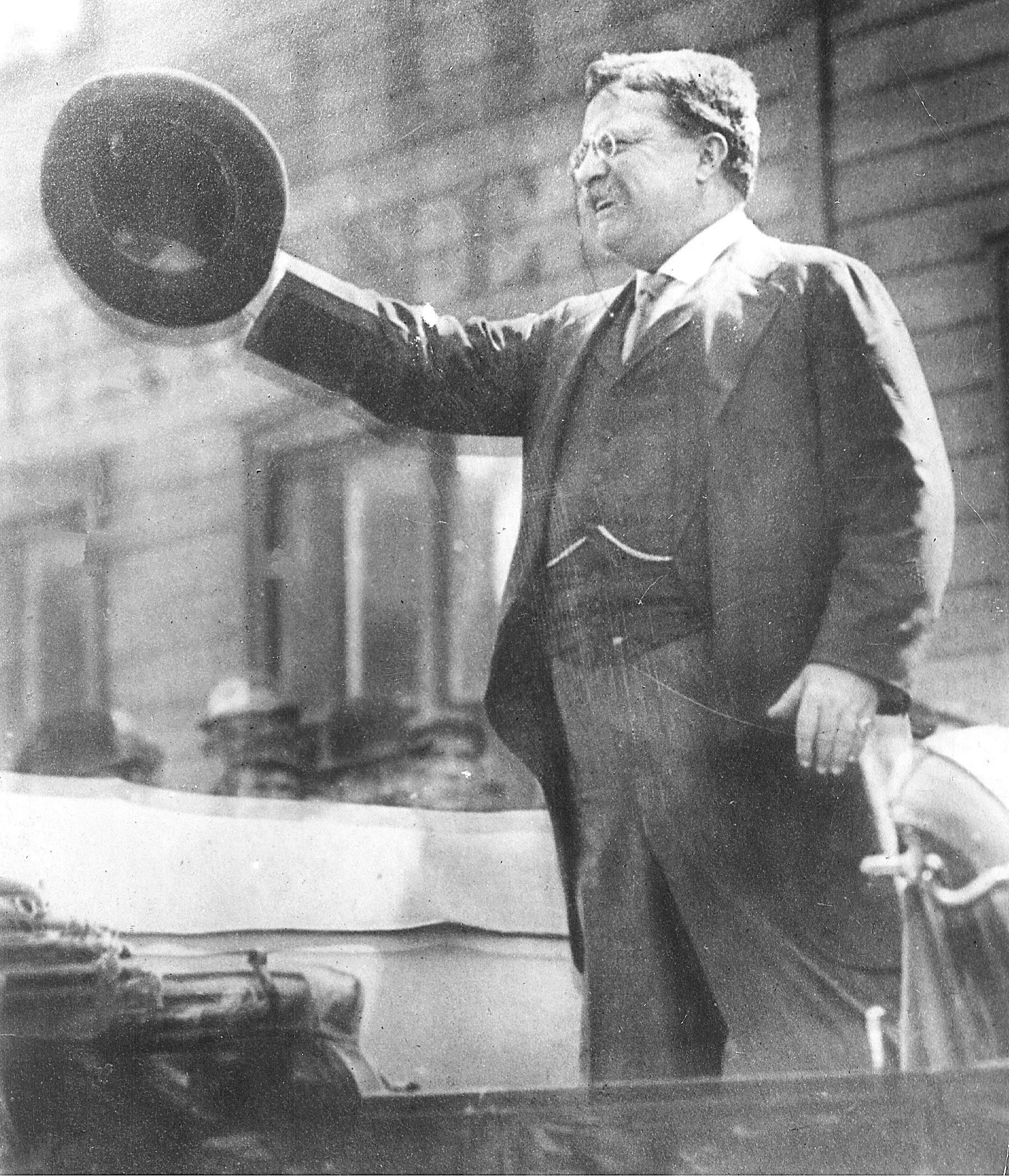
銃撃を受ける直前のルーズベルト

セオドア・ルーズベルト元大統領暗殺未遂事件（セオドア・ルーズベルトもとだいとうりょうあんさつみすいじけん、英：Assassination attempt on former President Theodore Roosevelt）は、1912年10月14日、アメリカ合衆国元大統領でアメリカ合衆国大統領選挙で進歩党候補者だったセオドア・ルーズベルトが演説中に銃撃され軽症をおった暗殺未遂事件。

## 概要
1912年10月14日、アメリカ合衆国大統領選挙進歩党 候補者のセオドア・ルーズベルト元大統領は大統領選挙で勝利するためウィスコンシン州ミルウォーキーで車の上で演説を行っている最中に酒場主人のジョン・フランクに銃撃を受けた。弾丸はルーズベルトの胸に命中したが胸ポケットの中に入っていた手帳のおかげで弾丸は肺までに届かず一命を取り留めることができた。医師は弾丸を取り除こうとしたもののそのままにしたほうが危険が少ないと判断し、　ルーズベルトは死去するまで生涯ずっと弾丸を身に着けていた。

## ジョン・シュランクと動機

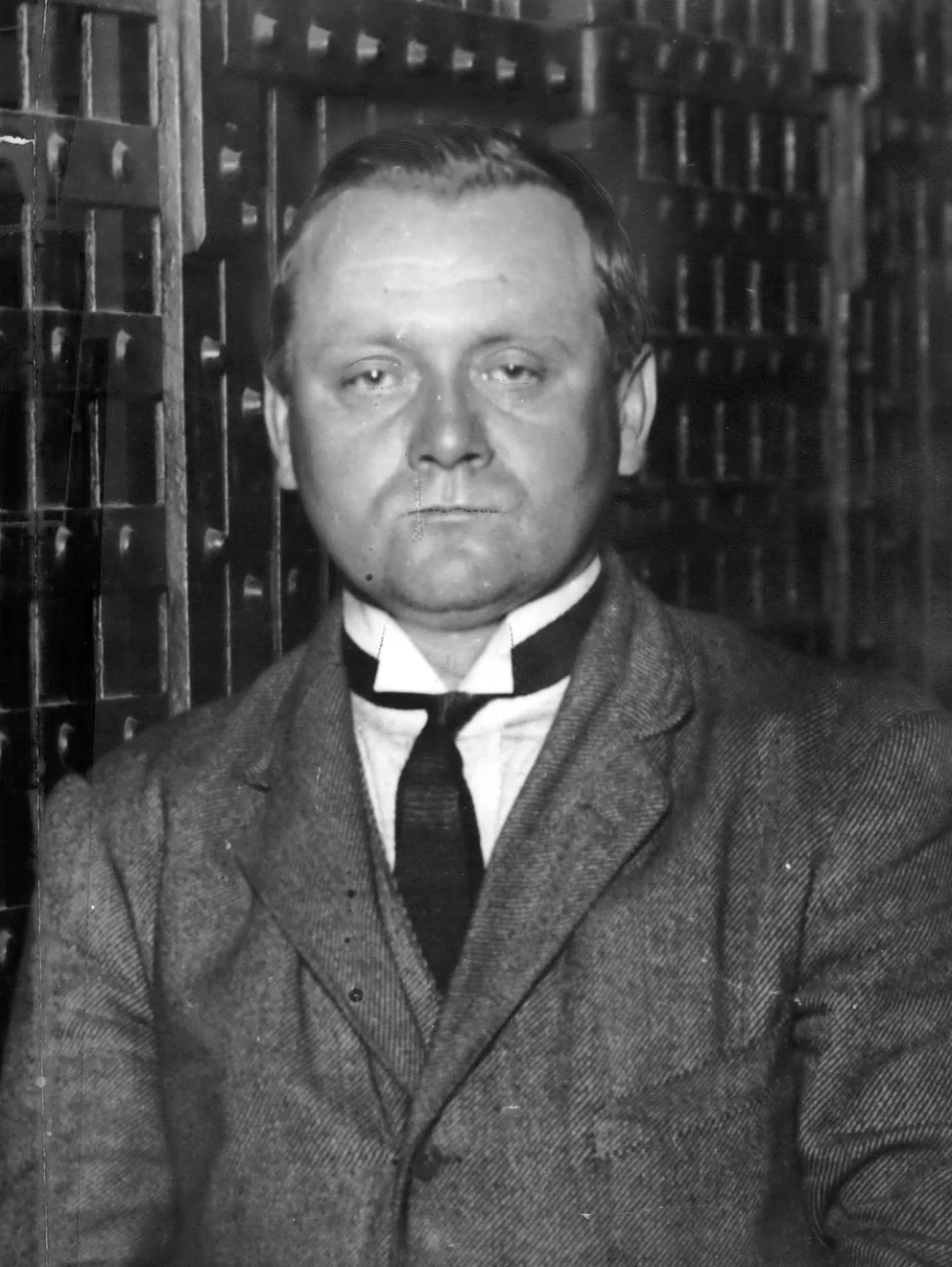
1912年のジョン・シュランク

ジョン・シュランク（John Schrank、1876年 - 1943年）は元酒場主人であり、彼は11年前に暗殺されたウィリアム・マッキンリー大統領の亡霊が「ルーズベルトを殺せ」と告げたことでルーズベルトを銃撃したと供述した。心理学者はシュランクは異常な精神異常者として警察はシュランクを心神喪失として無罪判決をくだした。シュランクは1943年9月15日に67歳で死去した。

## 影響
大統領選で共和党 候補者のウィリアム・タフトと民主党 候補者のウッドロウ・ウィルソンはルーズベルトが回復するまで選挙活動を中断した。大統領経験者が選挙中に銃撃されるのはアメリカ合衆国史上初であった。